# Ariel Atom

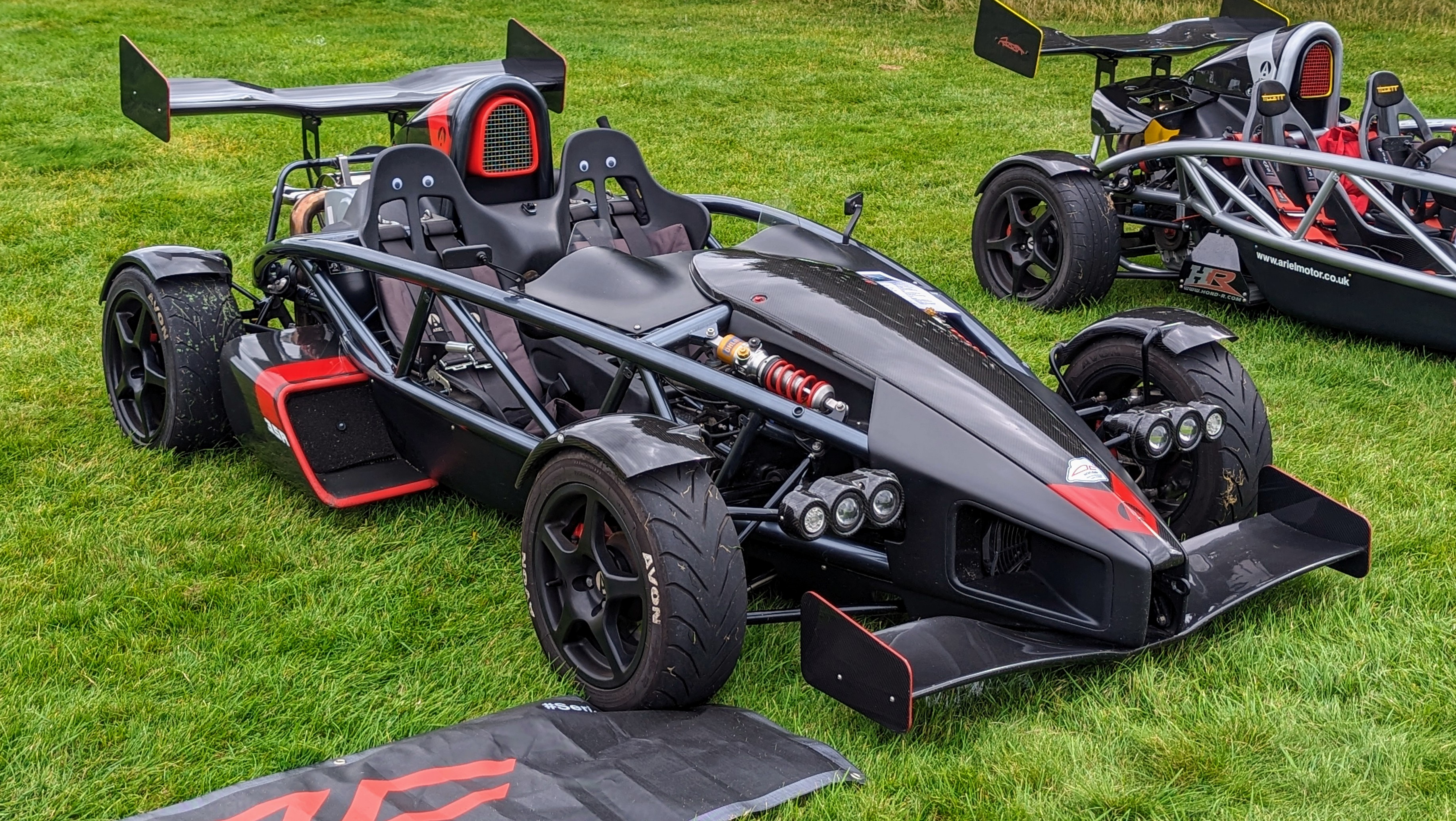
Ariel Atom 3

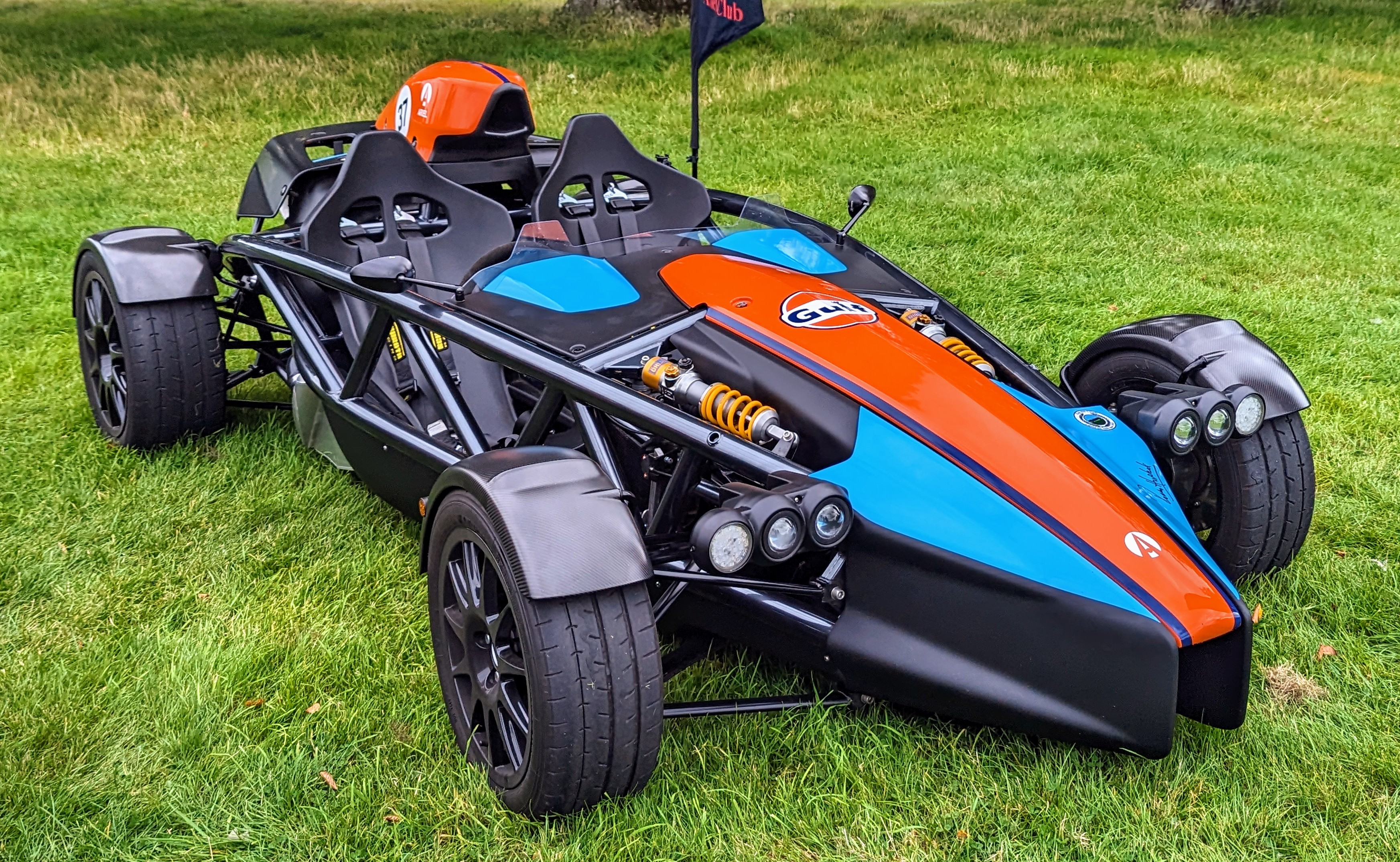
Ariel Atom 4

Der Ariel Atom ist ein straßenzugelassener Hochleistungs-Sportwagen der Firma Ariel Ltd. Das Besondere an dem Wagen ist, dass er, ähnlich dem KTM X-Bow, keine Karosserie besitzt. Der leistungsfähige Motor und ein sehr geringes Leergewicht verhelfen dem Wagen zu besonderen Fahrleistungen, welche teilweise selbst Supersportwagen der Marken Porsche, Ferrari oder Lamborghini übertreffen.
Basierend auf dem Ariel Atom wurden der verkleidete Roadster Rezvani Beast und das Elektrofahrzeug Wrightspeed X1 entwickelt.

## Spezifikationen
| Bauweise          | Stahlrohrrahmen, Paneele in Kompositmaterialien |
| Sitze             | 2 Sportsitze, 5-Punkt-Gurte wahlweise 6-Punkt-Gurte |
| Lenkung           | Zahnstangenlenkung mit 1,75 Umdrehungen von Anschlag zu Anschlag |
| Bereifung         | Räder 6J × 14; Reifen 185/60R14; optional 15", 16" und 17"; vorne maximal 15" |
| Motorisierung     | Atom 2, 3, 3.5 und 4: Honda iVTEC (aus dem Civic Type-R und dem Acura RSX Type-R, K20-Motor) (Atom 3 mit dem neuen Type-R-Motor mit Ausgleichswellen und Gummilagerung für die Motoraufnahme und drive-by-wire-Gaspedal) |
| Getriebe          | Sechsganggetriebe mit H-Schaltung (ab Ariel Atom 2) |
| Leergewicht       | 456–595 kg |
| Tankvolumen       | 35–40 l |
| Ausstattung       | diverse Optionen für den Renneinsatz wie spezielle Bremsen, Lenkung, Fahrwerk, Sperrdifferential, Magnesium-Räder mit Rennbereifung                                                                                      |
| Zusatzausstattung | Road-Package für den normalen Straßeneinsatz (für die Zulassung auf öffentlichen Straßen benötigt) |

## Modelle
| Modell                        | Motor                                      | Zylinder | Hubraum  | Leistung                      | Drehmoment          | Gänge | Höchstgeschwindigkeit | 0-100 km/h | Bauzeitraum |
| ----------------------------- | ------------------------------------------ | -------- | -------- | ----------------------------- | ------------------- | ----- | --------------------- | ---------- | ----------- |
| Ariel Atom 1                  | Rover K-Serien Motor                       | 4        | 1588 cm³ | 83 kW (113 PS) bei 5000/min   | 145 Nm bei 3000/min | 5     | 209 km/h              | 4,5 s      | 2000–2003   |
| Ariel Atom 1                  | Rover K-Serien Motor                       | 4        | 1796 cm³ | 93 kW (126 PS) bei 5500/min   | 165 Nm bei 3000/min | 5     |                       | 5,5 s      | 2000–2003   |
| Ariel Atom 2                  | Honda K20A2 Motor (i-VTEC)                 | 4        | 1998 cm³ | 164 kW (223 PS) bei 8300/min  | 196 Nm bei 6100/min | 6     | 225 km/h              | 3,5 s      | 2003–2007   |
| Ariel Atom 2                  | Honda K20A2 Motor (Kompressor)             | 4        | 1998 cm³ | 221 kW (300 PS) bei 8300/min  | 259 Nm bei 7150/min | 6     |                       | 2,9 s      | 2003–2007   |
| Ariel Atom 3 / Ariel Atom 300 | Honda K20Z Motor (i-VTEC)                  | 4        | 1998 cm³ | 183 kW (248 PS) bei 8200/min  | 210 Nm bei 6100/min | 6     | 241 km/h              | 3,2 s      | 2007–2013   |
| Ariel Atom 3 / Ariel Atom 300 | Honda K20Z Motor (Kompressor)              | 4        | 1998 cm³ | 221 kW (300 PS) bei 8400/min  | 271 Nm bei 6500/min | 6     | 245 km/h              | 3,0 s      | 2007–2013   |
| Ariel Atom 3.5                | Honda K20Z4 Motor (i-VTEC)                 | 4        | 1998 cm³ | 180 kW (245 PS) bei 8600/min  | 240 Nm bei 7200/min | 6     | 233 km/h              | 3,1 s      | 2013–2018   |
| Ariel Atom 3.5                | Honda K20Z4 Motor (Kompressor)             | 4        | 1998 cm³ | 228 kW (310 PS) bei 8600/min  | 285 Nm bei 6200/min | 6     |                       |            | 2013–2018   |
| Ariel Atom 3.5R               | Honda K20Z4 Motor (Kompressor)             | 4        | 1998 cm³ | 261 kW (355 PS) bei 8400/min  | 330 Nm bei 6100/min | 6     | 275 km/h              | 2,6 s      | 2014–2018   |
| Ariel Atom 3.5S               | Honda K24Z4 Motor (Kompressor)             | 4        | 2354 cm³ | 272 kW (370 PS) bei 7500/min  | 420 Nm bei 4400/min | 6     |                       | 2,8 s      | 2014–2018   |
| Ariel Atom 500 V8             | RS Developments RST-V8 90º V8 (Kompressor) | 8        | 2400 cm³ | 367 kW (500 PS) bei 10000/min | 401 Nm bei 6100/min | 6     | 322 km/h              | 2,3 s      | 2010–2013   |
| Ariel Atom 500 V8             | John-Hartley-konstruierter V8              | 8        | 3000 cm³ | 350 kW (476 PS) bei 10600/min | 385 Nm bei 7750/min | 6     | 274 km/h              | 2,5 s      | 2010–2013   |
| Ariel Atom 4                  | Honda K20C Motor (Turbolader)              | 4        | 1996 cm³ | 239 kW (325 PS) bei 6500/min  | 420 Nm bei 3000/min | 6     | 260 km/h              | 2,8 s      | seit 2018   |
| Ariel Atom 4R                 | Honda K20C Motor (Turbolader)              | 4        | 1996 cm³ | 299 kW (406 PS) bei 6300/min  | 500 Nm bei 4500/min | 6     | 274 km/h              | 2,7 s      | seit 2023   |
| Ariel Atom 4RR                | Honda K20C Motor (Turbolader)              | 4        | 1996 cm³ | 386 kW (525 PS)               | 550 Nm              | 6     | 270 km/h              |            | seit 2025   |

## Preise
Die Preise des Ariel Atom müssen einzeln angefragt werden, eine offizielle Preisliste gibt es nicht. Aktuell wird der Ariel Atom 1 gebraucht für ca. 30.000 € gehandelt. Der Ariel Atom 2 kostete im Jahr 2009 44.506 Euro. Der Ariel Atom 3 war für umgerechnet ca. 39.000 Euro erhältlich. Der Ariel Atom 500 V8 hatte einen Listenpreis von 183.000 Euro (25 Stück limitiert) und der Atom 3.5R von umgerechnet 97.000 Euro.

## Fahrleistungen
Mit einer maximalen Beschleunigung von 0–60 Meilen/Stunde (96,56 km/h) in 2,89 Sekunden liegt die 221-kW-Version des Atom nach einem Test der Sunday Times an dritter Stelle der seriengefertigten Sportwagen, hinter dem Bugatti Veyron (2,46 s) und hinter dem Ultima GTR (2,6 s). Die 500 PS starke Variante mit V8-Motor erzielt laut Herstelleraussage eine Beschleunigung von 0–60 Meilen/Stunde in weniger als 2,3 Sekunden.
In einem Vergleich der britischen Fernsehsendung Top Gear des Senders BBC 2 erzielte der Ariel Atom auf einer Teststrecke eine Rundenzeit von 1:19,5 Minuten, nur knapp hinter einem Ferrari Enzo mit 1:19 Minuten, aber noch vor einem Porsche Carrera GT mit 1:19,8 Minuten.
Die neue Variante mit einem 500 PS starken V8-Motor erzielte auf der Teststrecke von Top Gear eine Rundenzeit von 1:15,1 Minuten und schlug damit den McLaren MP4-12C (1:16,2), Bugatti Veyron Supersport (1:16,8) und den Gumpert Apollo (1:17,1).
Auf dem Goodwood Festival of Speed im Juli 2018 wurde der Ariel 4 präsentiert. Er hat den Motor des Honda Civic Type R und erreicht eine Höchstgeschwindigkeit von 260 km/h.

## Simulationen
Aufgrund seiner Fahrleistungen ist der Atom in diversen Rennsimulationen vertreten, wie etwa in Forza Motorsport 5, Forza Horizon 3, 4 und 5, Project Gotham Racing 2, 3 und 4, Project CARS, GRID Autosport, Test Drive Unlimited 2, Need for Speed: Most Wanted (2012), DTM Race Driver 3 (PC, Xbox 360 und PlayStation 2), DriveClub (PS4), sowie in der Android und iOS App Real Racing 3 und in Asphalt 8: Airborne.

## USA-Lizenzbau
Seit Ende 2005 fertigte das Unternehmen Brammo Motorsports im US-Bundesstaat Oregon den Ariel Atom in Lizenz für den US-amerikanischen Markt. Brammo nutzte für den Atom seit 2006 den von Opel entwickelten Zweiliter-Ecotec-Motor aus dem Hause General Motors. Brammo hat mit dem Baubeginn des Atom 3 die Fertigung an TMI Autotech abgegeben, TMI hat alle Rechte und die Ersatzteilversorgung in Amerika übernommen.